# Савіри

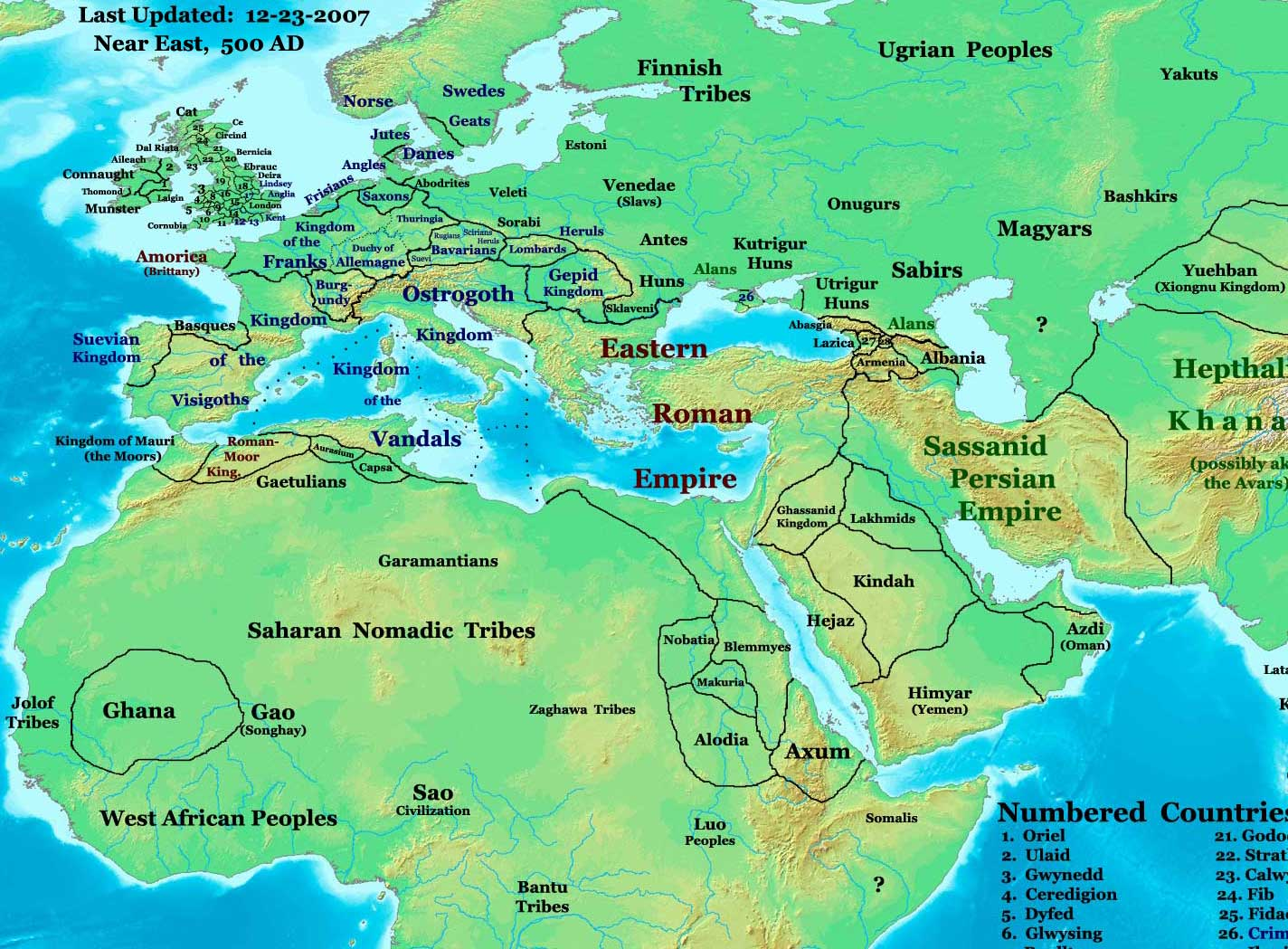
Племена бл. 500 AD

Саві́ри, також Сувари (грец. σαβιροι) — кочові племена невідомого походження. Савіри брали участь у знаменитій Каталаунській битві на боці війська Аттіли і відзначились особливою стійкістю і хоробрістю. 
Савіри жили в степах між  Каспійським та Азовським морями і Кавказом. Пріск згадує, що сабіри напали на сарагурів, урогів і племена уногурів 461 року, в результаті того, що самі піддалися нападу з боку «аварців».
515 року «вони поширили свою владу у величезній території на південь Кавказу, яку вони відвоювали від іранських і візантійських земель». Зрештою вони стали васалами Персії.
Птолемей II знаходить їх у степах Північного Прикаспію, а Прокопій Кесарійський і Феофан найчастіше називали їх гунами.
552 року савіри, що раніше перебували в союзі з Сасанідською Персією, стали союзниками Візантії й вторгся на Кавказ. Незабаром вони були завойовані спочатку аварами, а потім й іншими кочовиками. Після 700-х років вони значною мірою зникли з історичних записів, ймовірно, асимілювавшись з хазарами і булгарами.

## Вожді
- Балак (бл. 500 р.)
- Боа / Боарекс (бл. 520 р.)  — володарка Савірів, вдова Балака
- Балмак/Бармак (бл. 556 р.)
- Ілігер (тюрк. «князь-людина»)
- Кутилзі